# Betanzos
Betanzos es un municipio español de la provincia de La Coruña, en la comunidad autónoma de Galicia, capital de la comarca homónima. El municipio forma parte del área metropolitana de La Coruña.
Se ubica en la costa noroeste de la península ibérica, en las Rías Altas. Su núcleo urbano se yergue sobre una colina, ubicada en una península formada por el curso bajo de los ríos Mandeo y Mendo, que se unen en la ciudad para formar la ría de Betanzos. Su población es de 13 261 habitantes (INE 2024), es el municipio más poblado de su comarca, y un importante centro administrativo y logístico.
También conocida como "Betanzos de los Caballeros", la ciudad fue capital de la provincia de Betanzos, una de las siete que formaban el antiguo Reino de Galicia. Su casco antiguo, en el que destacan importantes monumentos góticos, está declarado Conjunto Histórico-Artístico.

## Historia
Según la leyenda, la fundación de Betanzos se debe al caudillo celta Breogán. Existen indicios de asentamientos primitivos en Betanzos, aunque se tendría que esperar hasta la época del Imperio romano para encontrar documentada la existencia de la ciudad en la Geografía de Ptolomeo, con el nombre de Flavium Brigantium, si bien hoy parte de la historiografía sitúa tal ciudad en La Coruña. Tras un largo período del que prácticamente se carece de información histórica, en 1219 la población se trasladó de su antigua ubicación (San Martiño de Tiobre, conocido como "Betanzos O Vello", el viejo Betanzos) a su localización actual, sobre el antiguo castro de Untia.
El rey Alfonso IX de León y Galicia le concedió en 1212 el título de villa, acogiéndola bajo su protección y, en 1219 estableció su asentamiento sobre el antiguo castro de Untia, que actualmente sigue ocupando. Alfonso XI otorgó a Betanzos la libertad de tributos en compensación por sus esfuerzos en la Batalla de Tarifa. En 1465 Enrique IV le concedió a la población el título de ciudad, y en 1467 le permitió la celebración de una feria franca anual. Años más tarde, en su reorganización territorial de España, los Reyes Católicos designan a Betanzos capital de provincia de una de las siete que formaba el Reino de Galicia, en lo que fue la época de mayor esplendor de la ciudad.
Sin embargo, una serie de incendios generales y malas cosechas suponen el inicio de su decadencia que culmina, en 1834, cuando, por la nueva división administrativa de Javier de Burgos, la antigua provincia de Betanzos es integrada en la de La Coruña.

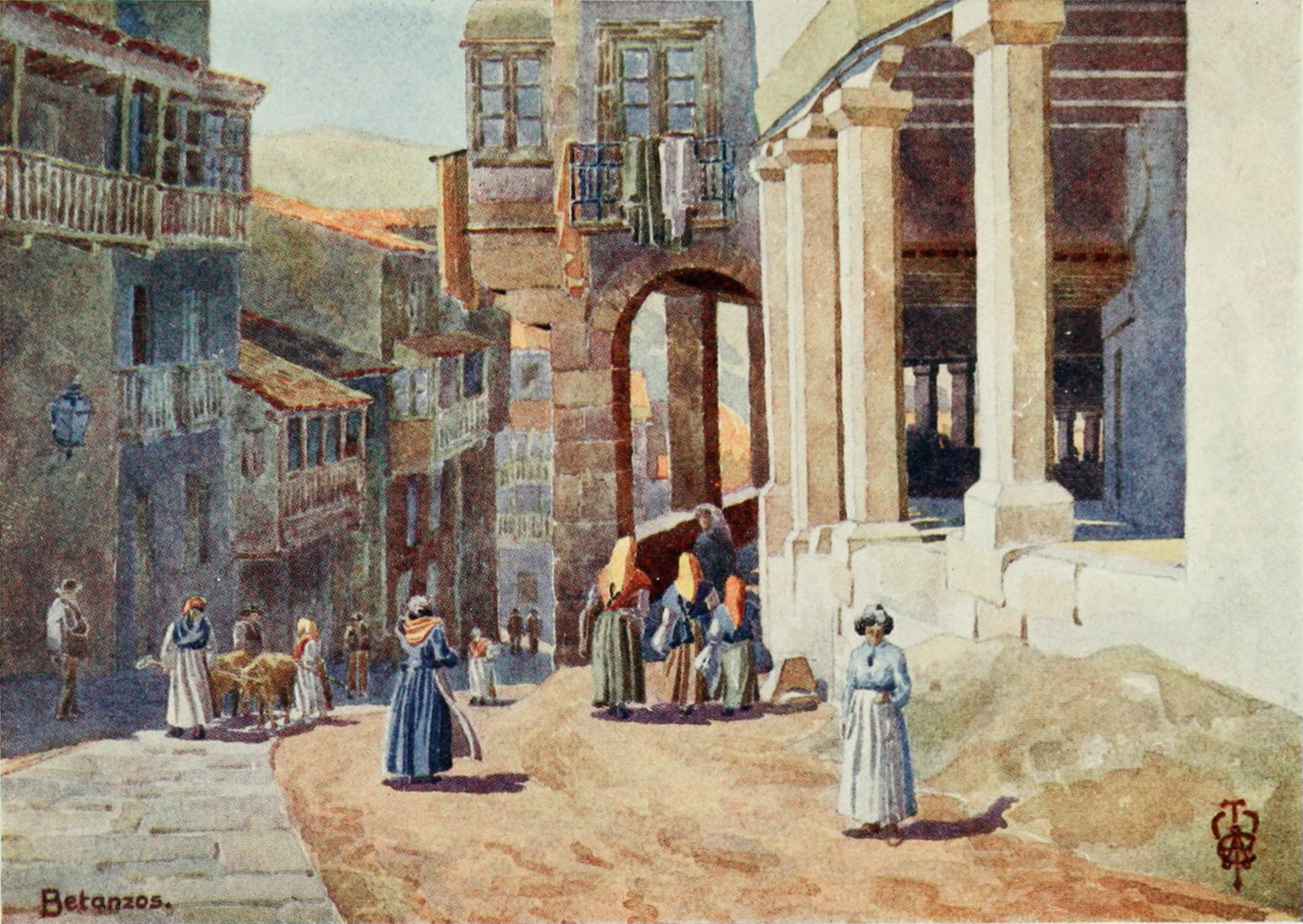
Calle en Betanzos hacia comienzos del

La historia de la localidad está ligada a la casa de Andrade, cuyo mayor exponente fue Fernán Pérez de Andrade, apodado O Bo (gallego, El Bueno). Enrique II de Trastámara le concederá los señoríos de Ferrol, Pontedeume y Villalba, por su apoyo en la guerra que sostuvo contra su hermanastro, Pedro I. Este se transformó en uno de los caballeros más poderosos de la Galicia del siglo XIV e impulsó la construcción de muchos edificios.
Revitalizada con la llegada del ferrocarril a principios del siglo XX, en la actualidad la ciudad continúa siendo un importante núcleo turístico, comercial, logístico y administrativo.

## Geografía
Betanzos ocupa una extensión de tan solo 24,19 km², siendo uno de los municipios más pequeños de la provincia de La Coruña. Limita al norte con la ría de Betanzos, al este con Paderne y Coirós, al sur con Oza-Cesuras y al oeste con Abegondo y Bergondo. Tres ríos corren por tierras brigantinas: el Mandeo, el Mendo y el Mero. La cota máxima del municipio apenas supera los 200 m al sur (Monte do Croio; 208 m), mientras que la mínima se sitúa al nivel del mar en la ría de Betanzos. La ciudad se alza a 36 m sobre el nivel del mar. Se encuentra a 24 kilómetros de la capital provincial.
| Noroeste: Bergondo         | Norte: Bergondo, Ría de Betanzos y Paderne | Nordeste: Paderne      |
| Oeste: Abegondo y Bergondo |                                            | Este: Paderne y Coirós |
| Suroeste: Abegondo         | Sur: Abegondo y Oza-Cesuras                | Sureste: Oza-Cesuras   |

### Organización territorial

Parroquias de Betanzos.

El municipio está formado por la localidad de Betanzos y 39 entidades de población distribuidas en 6 parroquias:
- Brabío (San Martiño)
- Piadela (Santo Estevo)
- Pontellas (Santa María)
- Requián (Santiago)
- Tiobre (San Martiño)
- Viñas (San Pedro)

### Relieve

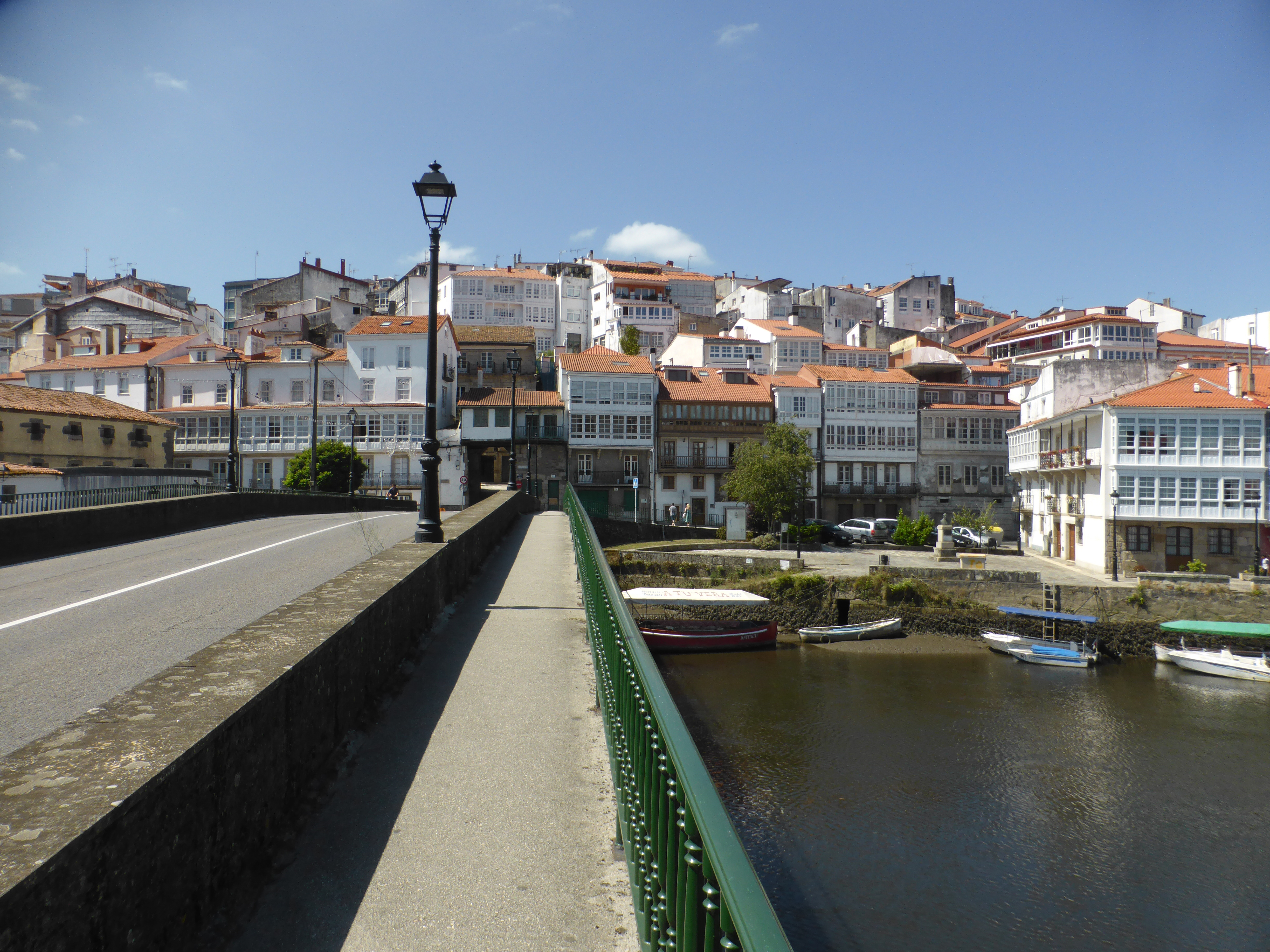
Vista de Betanzos desde el puente conocido como Ponte Vella, sobre el río Mandeo.

Betanzos se extiende sobre las tierras drenadas por el curso inferior del Mandeo y su afluente, el Mendo. El río Mero sirve de límite occidental con el municipio de Abegondo hasta el embalse de Abegondo-Cecebre. Por su morfología, el relieve se puede dividir en dos sectores: el occidental, drenado por el Mero y separado del sector oriental por una pequeña alineación de colinas de dirección noroeste-sureste, que apenas superan los 200 m en el límite sur del municipio; y el oriental, que se caracteriza por la sucesión de valle-interfluvio y su descenso hacia el norte. Un cordón montañoso de escasa altitud (monte Cha, 158 m) separan los valles del Mendo y del Mandeo. Y otra nueva alineación de colinas, de dirección noreste-suroeste, se extiende por la parroquia de Tiobre con cotas en torno a los 150–200 m: Pedroso (147 m), Cruz (155 m), Barreiras (116 m) y montes de Pereirón (180 m). Las formas suelen se suaves, pero, a veces, el relieve desciende con brusquedad.
El roquedo subyacente se caracteriza por la presencia de materiales esquistosos, lo que tuvo su importancia en la paulatina pérdida de extensión de la ría. La deblación de esos esquistos ha motivado una terrestratificación que alejó a Betanzos del mar. A ello contribuyó la formación de un banco arenoso frente al litoral, en Miño, que ha reducido la dinámica marina y fluvial, y ha acelerado la sedimentación de materiales finos. Precisamente son los materiales más recientes los que conforman los fondos de valle y las marismas actuales. Las únicas huellas de actividad tectónica se reducen a una línea de fractura de dirección norte-sur por la cual discurre el río Callou.

### Suelo
Son heterogéneos, aunque predominan las tierras pardas con diversas formas de transición. Sobre ellas se asientan los cultivos. En los terrenos más elevados aparecen algunos suelos de tipo ránker pardo.
Los suelos hidromorfos se encuentran en dos áreas: una en torno a Betanzos y las riberas del río Mandeo, y otra en el límite occidental del municipio, a orillas del río Mero. En ambas se han depositado y acumulado materiales de acarreo transportados por los cursos de agua. Son suelos gley, muy influidos por el nivel freático. Llegan a constituir una extensa marisma con terrenos pantanosos en la ría.

### Clima
El municipio de Betanzos se encuadra en una unidad climática de tipo oceánico moderado, característica que está motivada por las temperaturas, condicionadas por la proximidad del mar. Oscilan entre los 8,2 °C de enero y los 16,7 °C de julio y agosto, con una media anual de 12,3 °C. La amplitud térmica es de 8,5 °C. Podemos hablar de temperaturas suaves, pues carece de inviernos fríos o de veranos calurosos. Las heladas son excepcionales.
Las precipitaciones alcanzan un total anual de 876 mm. Su distribución estacional es típicamente atlántica. Diciembre, noviembre y marzo son los meses más lluviosos, y julio, agosto y junio los más secos. Las diferencias climáticas en el interior del municipio apenas existen porque la topografía es de escasa importancia para llegar a constituir pantallas climáticas. Sin embargo son frecuentes las nieblas y es mayor el grado de humedad en torno a la ría y en el área occidental, en las proximidades del embalse de Cecebre.

### Vegetación

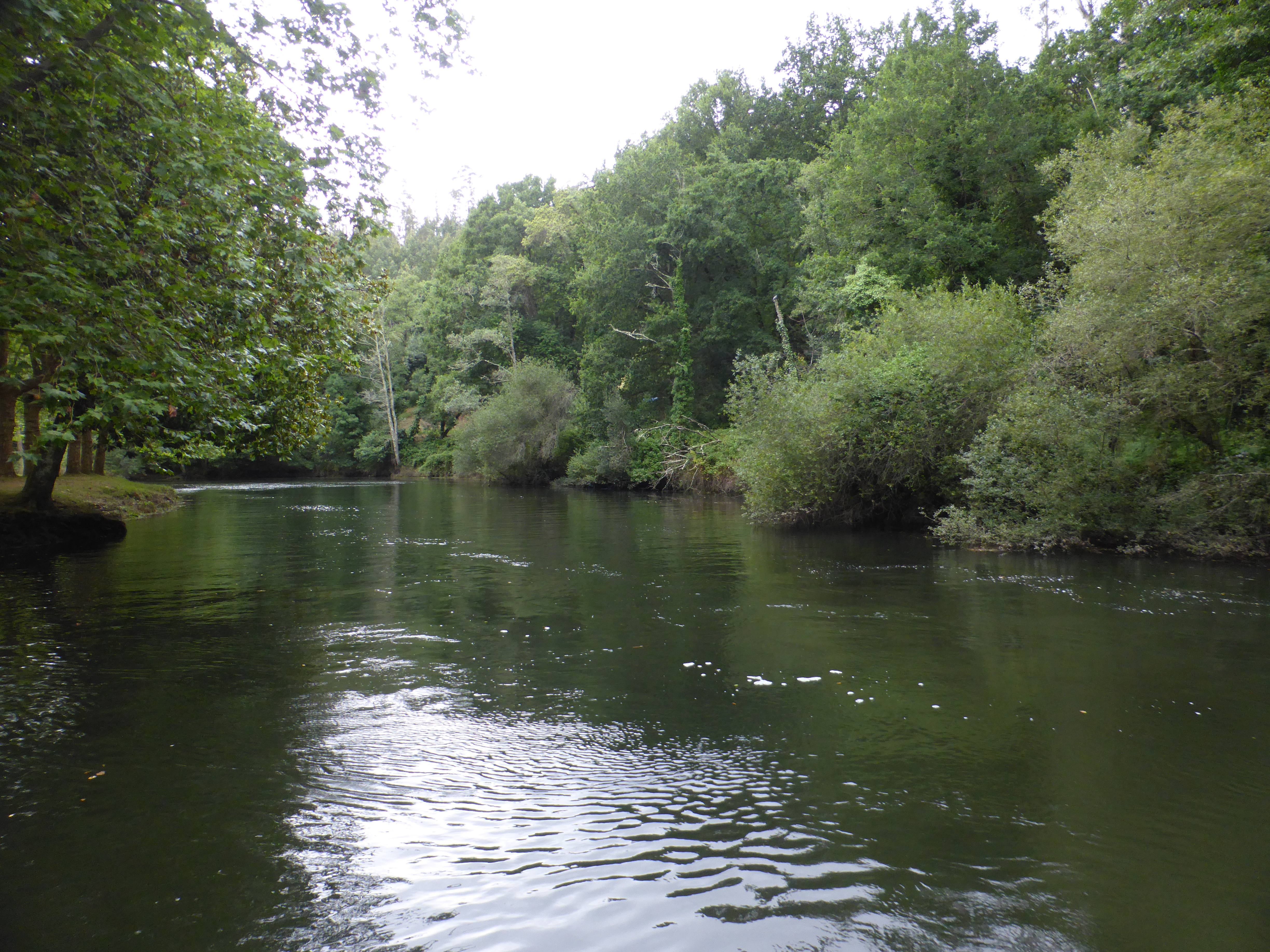
El río Mandeo, junto a Os Caneiros.

La acción antrópica ha originado la desaparición del bosque caducifolio, al sustituirlo por especies de cultivo u otras forestales que ocupan la mayor parte de la superficie. De las especies arbóreas destaca la asociación de pino negral y eucalipto. A veces el dominio de una de las dos especies es absoluto. El tojo y el brezal aparecen como sotobosque de estas especies. Encontramos árboles frutales de manzanas y peras diseminados por todo el municipio, aunque se cultivan de modo intensivo en la parroquia de Piadela. Las tierras de cultivo y las praderas ocupan el resto de la superficie agraria. La abundancia de agua en los suelos favorece la presencia de prados naturales. En las proximidades de la ría se encuentran las praderas higroturbosas y las turberas debido a la existencia de terrenos pantanosos, en los cuales aparecen las marismas.

## Demografía
Betanzos cuenta con una población de 13 261 habitantes (INE 2024).
| Gráfica de evolución demográfica de Betanzos entre 1842 y 2021                                                      |
| |
| Población de derecho según los censos de población del INE Población de hecho según los censos de población del INE |

## Economía
La economía de Betanzos se basa, fundamentalmente, en los servicios. Betanzos es un centro administrativo y jurídico de la comarca que lleva su nombre, basa su crecimiento en el comercio, en la banca, en la cultura y en el turismo.
Desde el punto de vista industrial, la ciudad se ha convertido, por su situación estratégica, en centro logístico de algunas de las mayores empresas de transportes, abastecimientos alimenticios, etc.
En Betanzos se encuentra la sede central de Abanca, primer banco de Galicia y séptimo grupo financiero español.

## Administración y política
| Partido político                         | 2023    | 2023       | 2019    | 2019       | 2015    | 2015       | 2011    | 2011       | 2007    | 2007       |
| ---------------------------------------- | ------- | ---------- | ------- | ---------- | ------- | ---------- | ------- | ---------- | ------- | ---------- |
| Partido político                         | Votos   | Concejales | Votos   | Concejales | Votos   | Concejales | Votos   | Concejales | Votos   | Concejales |
| Partido Socialista Obrero Español (PSOE) | 32,32 % | 6          | 45,56 % | 10         | 36,07 % | 7          | 32,81 % | 6          | 34,15 % | 6          |
| Partido Popular (PP)                     | 41,56 % | 8          | 29,27 % | 6          | 31,66 % | 6          | 40,95 % | 8          | 32,73 % | 6          |
| Betanzos Novo                            | -       | -          | 4,85 %  | -          | 14,58 % | 2          | -       | -          | -       | -          |
| Bloque Nacionalista Galego (BNG)         | 20,71 % | 3          | 9,09 %  | 1          | 9,33 %  | 1          | 13,62 % | 2          | 13,22 % | 2          |
| Compromiso por Galicia (CxG)             | -       | -          | -       | -          | 5,82 %  | 1          | -       | -          | -       | -          |
| Cidadáns por Betanzos (CxB)              | -       | -          | -       | -          | -       | -          | 7,04 %  | 1          | 18,10 % | 3          |
| Podemos-EU                               | -       | -          | 4,26 %  | -          | -       | -          | -       | -          | -       | -          |
| Ciudadanos (Cs)                          | -       | -          | 3,80 %  | -          | -       | -          | -       | -          | -       | -          |
| BZeC                                     | -       | -          | 2,10 %  | -          | -       | -          | -       | -          | -       | -          |
| Vox                                      | 3,39 %  | -          | -       | -          | -       | -          | -       | -          | -       | -          |

## Comunicaciones

### Ferrocarril
Betanzos cuenta con dos estaciones ferroviarias: 
- Betanzos-Infesta, situada a las afueras de la ciudad en la línea León-La Coruña, además de ser el punto de inicio de la línea Betanzos-Ferrol.
- Betanzos-Ciudad, ubicada en la zona noroeste del centro urbano, y situada ferroviariamente en la línea que conecta a Infesta con Ferrol.

Entre ambas se proporcionan conexiones con otras ciudades gallegas como La Coruña, Ferrol, Lugo o Monforte de Lemos, además de destinos nacionales como Madrid.

### Carreteras
El municipio está atravesado por las siguientes carreteras:
- Autopista del Atlántico AP-9, que une Portugal con Santiago, La Coruña y El Ferrol.
- Autovía del Noroeste A-6 entre los pK 566 y 570, que procedente de Madrid y Lugo, se dirige a Arteijo y La Coruña.
- Antigua carretera N-VI, entre los pK 572 y 575, alternativa convencional a la anterior.
- Carretera nacional N-651, que une Betanzos con El Ferrol.
- Carretera AC-542, que se dirige hacia Abegondo.
- Carretera AC-840, que se dirige a Curtis y Mellid.
- Carretera AC-161, que se dirige a Bergondo.

## Patrimonio

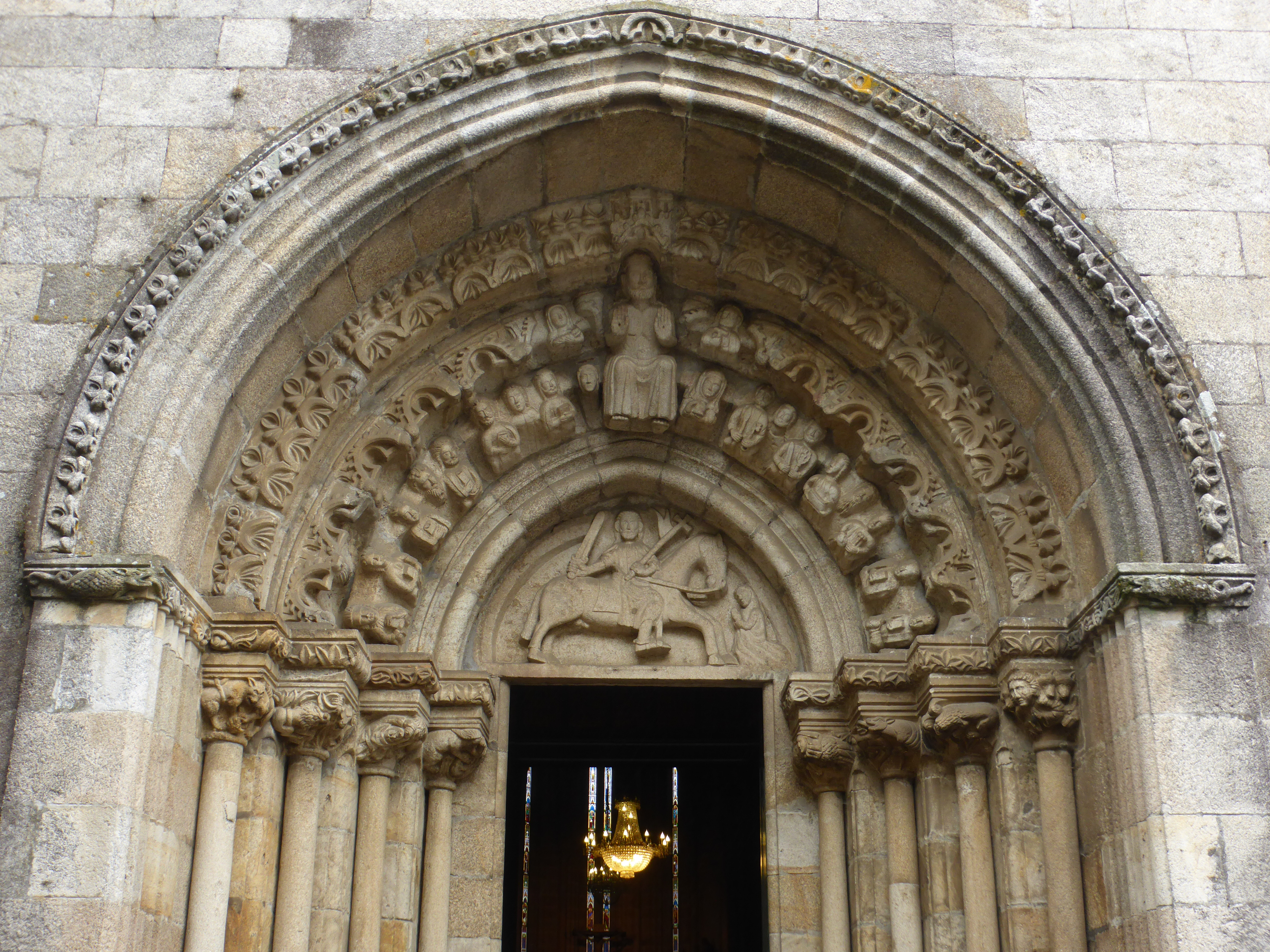
Portada de la iglesia parroquial de Santiago.

Capital del gótico gallego, Betanzos conserva uno de los cascos históricos mejor conservados de Galicia. En Betanzos destacan los siguientes monumentos:
- Iglesia de Santiago, siglo XI, reedificada en el siglo XIV

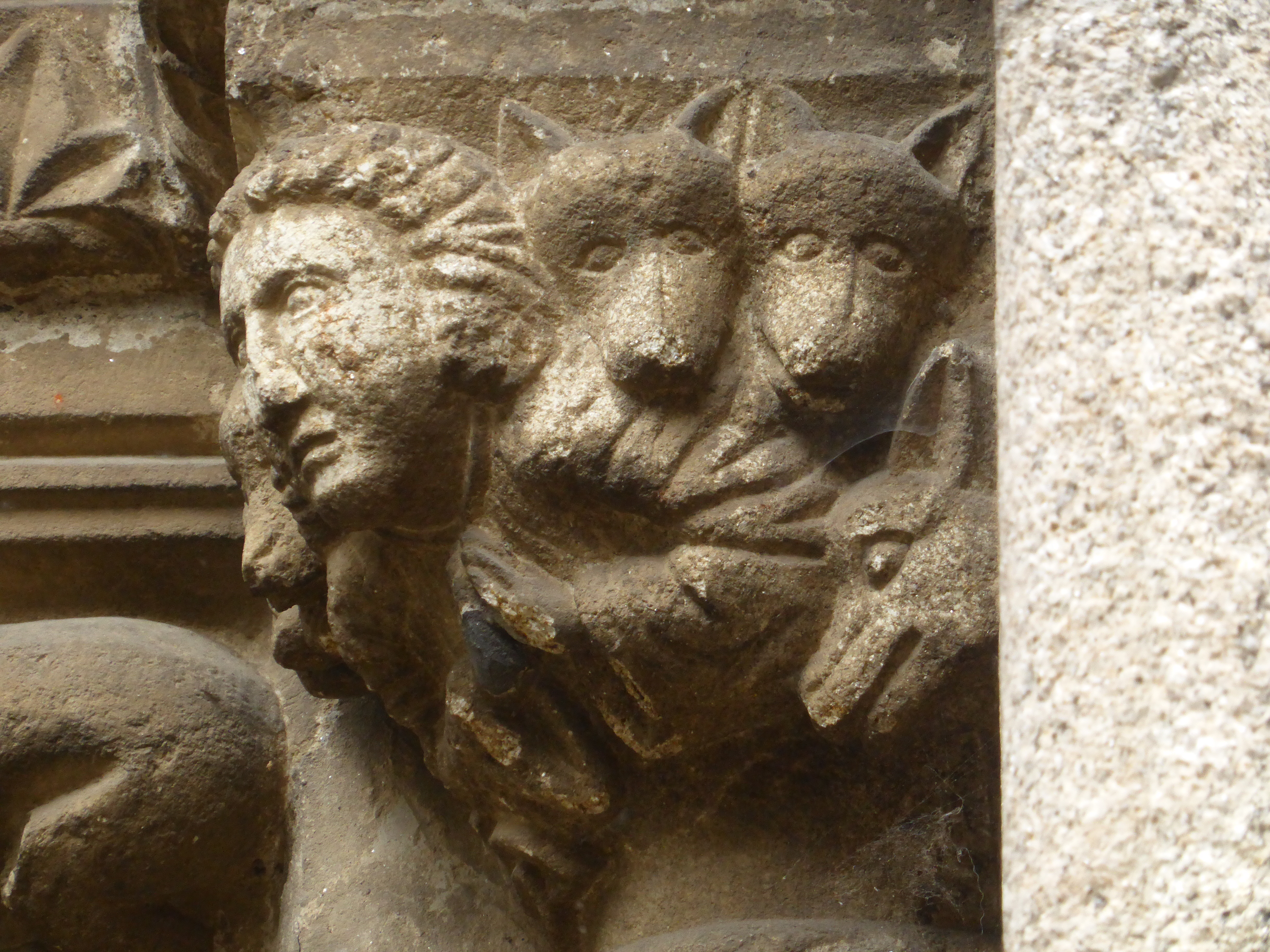
Figuras de lobos y una persona rezando, en un capitel de la portada de la iglesia de Santiago.

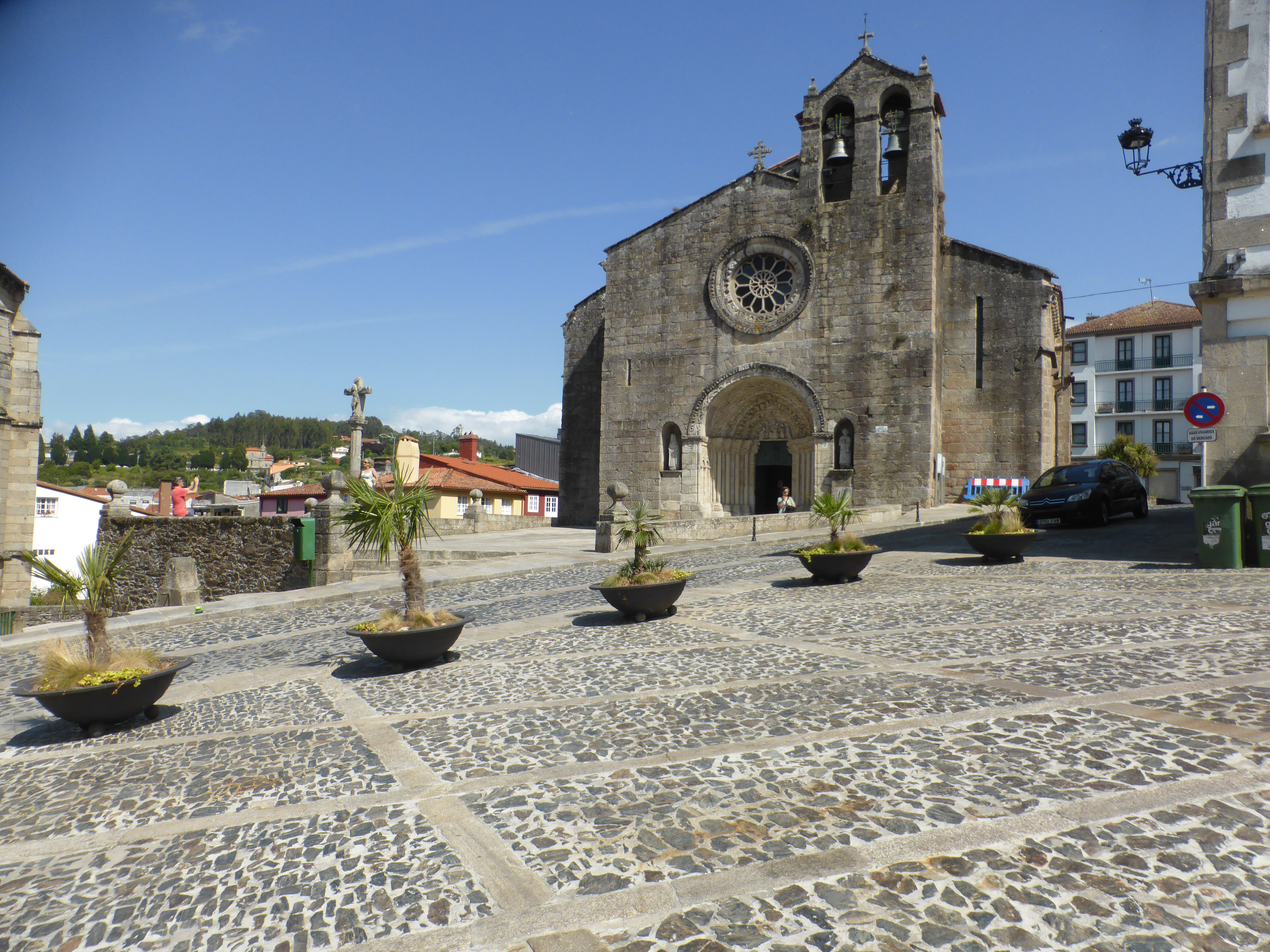
Iglesia gótica de Santa María del Azogue.

- Iglesia de San Francisco, siglo XIV.
- Iglesia de Santa María del Azogue, siglo XIV.
- Murallas de la Ciudad, siglo XV, con las puertas ojivales del Puente Viejo, Puente Nuevo, Ribeira y Hórreo.
- Palacio de Bendaña, siglo XV.
- Casas góticas de la Rúa da Cerca, de los siglos XV (número 5) y XVI (número 9).
- Torre Municipal, o "del Reloj", siglo XVI.
- Convento de las Madres Agustinas, antiguo Hospital Real, siglo XVI.
- Santuario de Nuestra Señora de Os Remedios, siglo XVI, obra de Juan de Herrera.
- Palacio de Lanzós, siglo XVII.
- Iglesia y Convento de Santo Domingo, siglo XVII. De la torre se cuelga el tradicional Globo de Betanzos.
- Casa Consistorial, del siglo XVIII, obra del arquitecto Ventura Rodríguez.
- Edificio Archivo, o "Liceo", siglo XVIII, levantado para Archivo del Reino de Galicia.
- Palacio de los condes de Taboada, siglo XIX.
- Casas y palacetes modernistas: Casa Núñez, Casa Pita, Casa Limiñón, Casa del Pueblo, siglos XIX-XX.
- Palco da Música, siglo XX, desde donde Manuel Lugrís Freire en 1907 pronunció el primer discurso público íntegramente en gallego.
- Legado de los hermanos García Naveira en la ciudad, siglos XIX-XX y cargado del modernismo de la época: Casa del Pueblo, Lavadero Público, Escuelas de San Francisco, Escuelas y Asilo García Naveira, Refugio y Sanatorio San Miguel. Y en especial el Pasatiempo, un pionero parque temático único en su género.

## Museos
- Museo das Mariñas: museo etnográfico e histórico fundado en 1983. Destacan su colección de escultura medieval, la sala del "Apostolado" de Rubens, su sección dedicada al traje gallego o la colección de piezas procedentes de las Escuelas de los Hermanos García Naveira.
- Museo de la Estampa Contemporánea: ubicado en la sede de la Fundación CIEC, recoge obras de artistas tan destacados como Pablo Picasso, Amadeo Gabino, Luis Seoane, Jesús Núñez...

## Fiestas locales

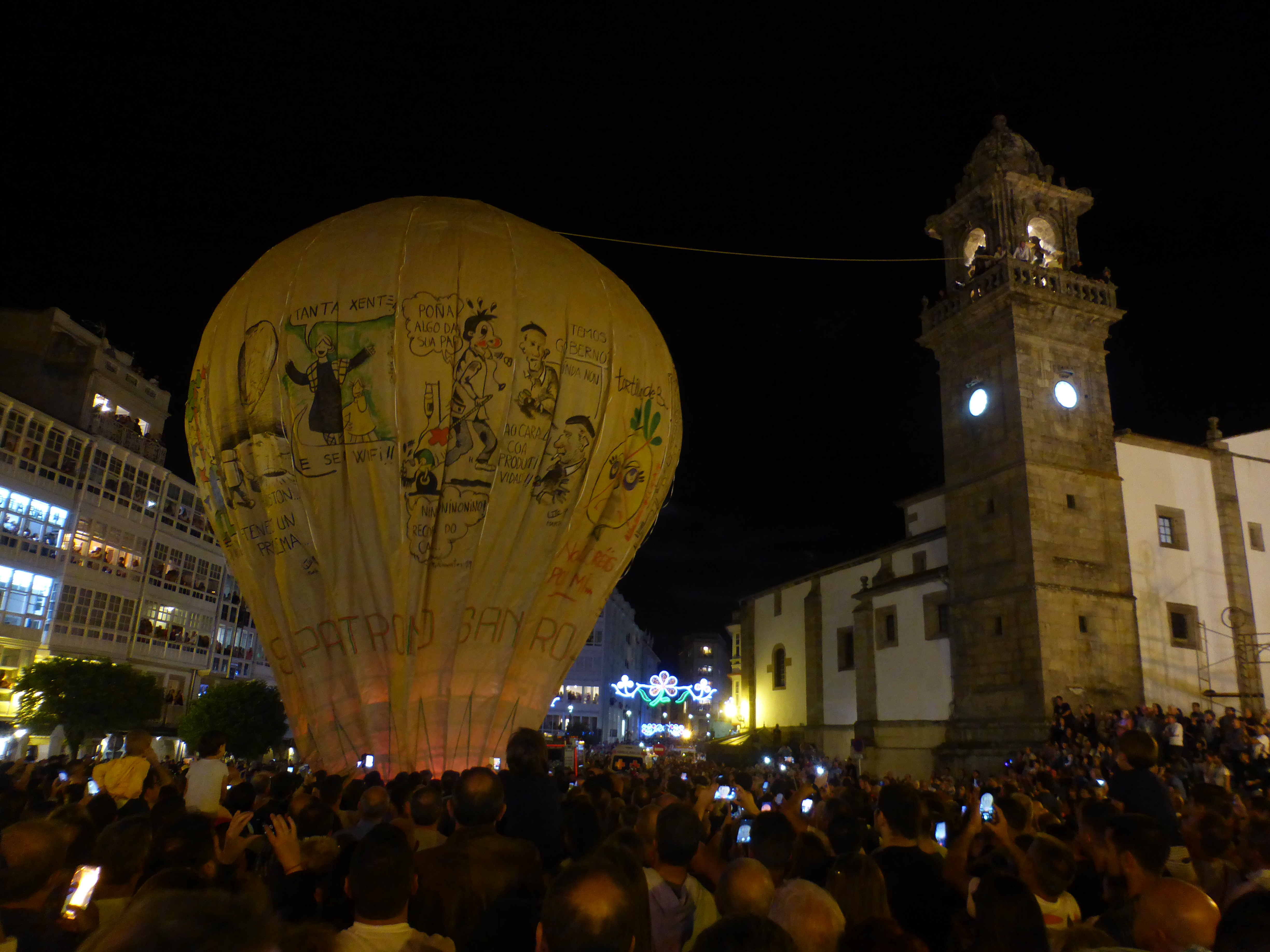
Globo de Betanzos, de papel.

- 14 a 25 de agosto: fiestas patronales en honor a San Roque. En estas celebraciones se incluye la suelta del tradicional Globo de Betanzos, el aerostato de papel más grande del mundo, que desde mediados del siglo XIX surca anualmente los cielos brigantinos cada 16 de agosto. Igualmente, son de destacar las dos giras a Os Caneiros, el 18 y el 25 del mismo mes. Están declaradas de Interés Turístico Nacional.
- Segundo fin de semana de julio: Feira Franca Medieval. Para esta fiesta se engalanan las calles de la zona vieja de la ciudad con toda clase de motivos medievales y se establecen en las mismas multitud de puestos de artesanía, comidas típicas y oficios ya en desuso, como orfebres, zapateros o herreros. Está recreación histórica está declarada como fiesta de Interés Turístico de Galicia.
- Semana Santa. Con origen en la Edad Media la Semana Santa llena de música y fervor la Ciudad de los Caballeros. Conciertos, procesiones y exposiciones copan la agenda de los brigantinos en la Semana de Pasión, que está declarada de Interés Turístico de Galicia.
- Fiesta de la Tortilla. Instaurada en 2007 la semana de la Tortilla promociona este plato tan conocido de la gastronomía betanceira, con su receta típica poco cuajada. Hay un concurso para elegir la mejor tortilla de todos los locales de hostelería de la ciudad.Típica receta de tortilla de Betanzos, conocida por estar muy poco cuajada

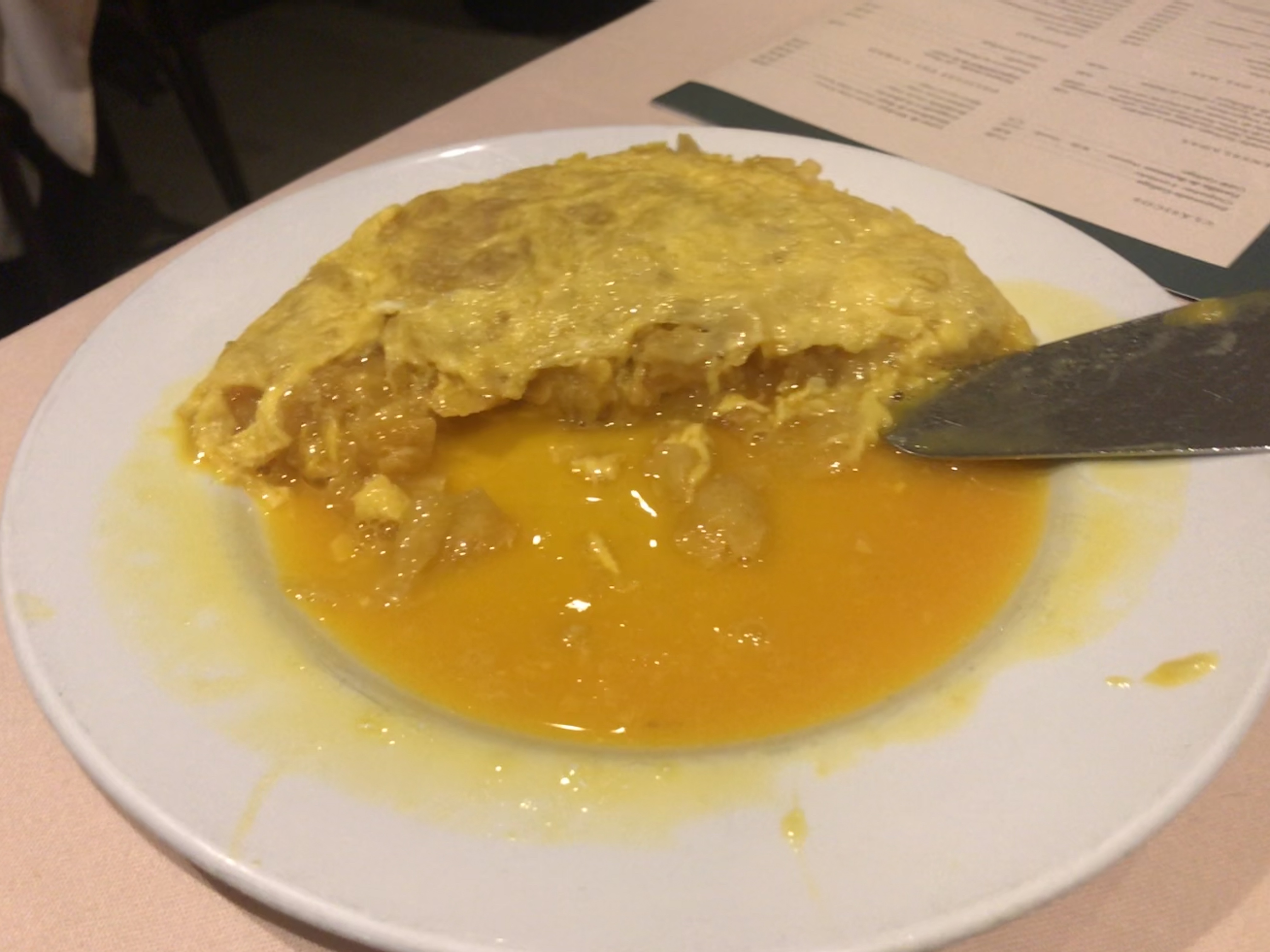
Típica receta de tortilla de Betanzos, conocida por estar muy poco cuajada

## Galería

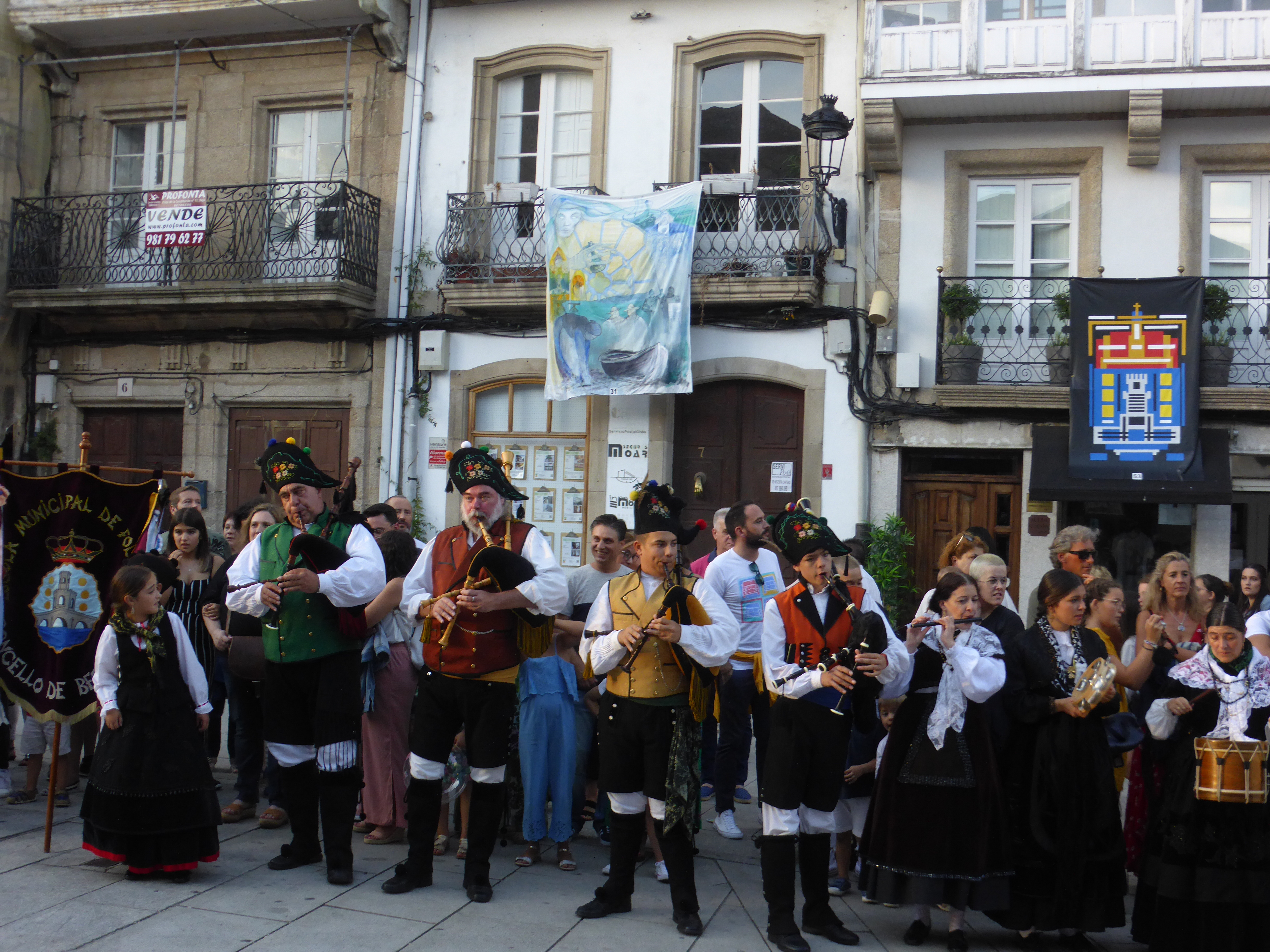
Gaiteros del Concello de Betanzos. Fiestas de San Roque.
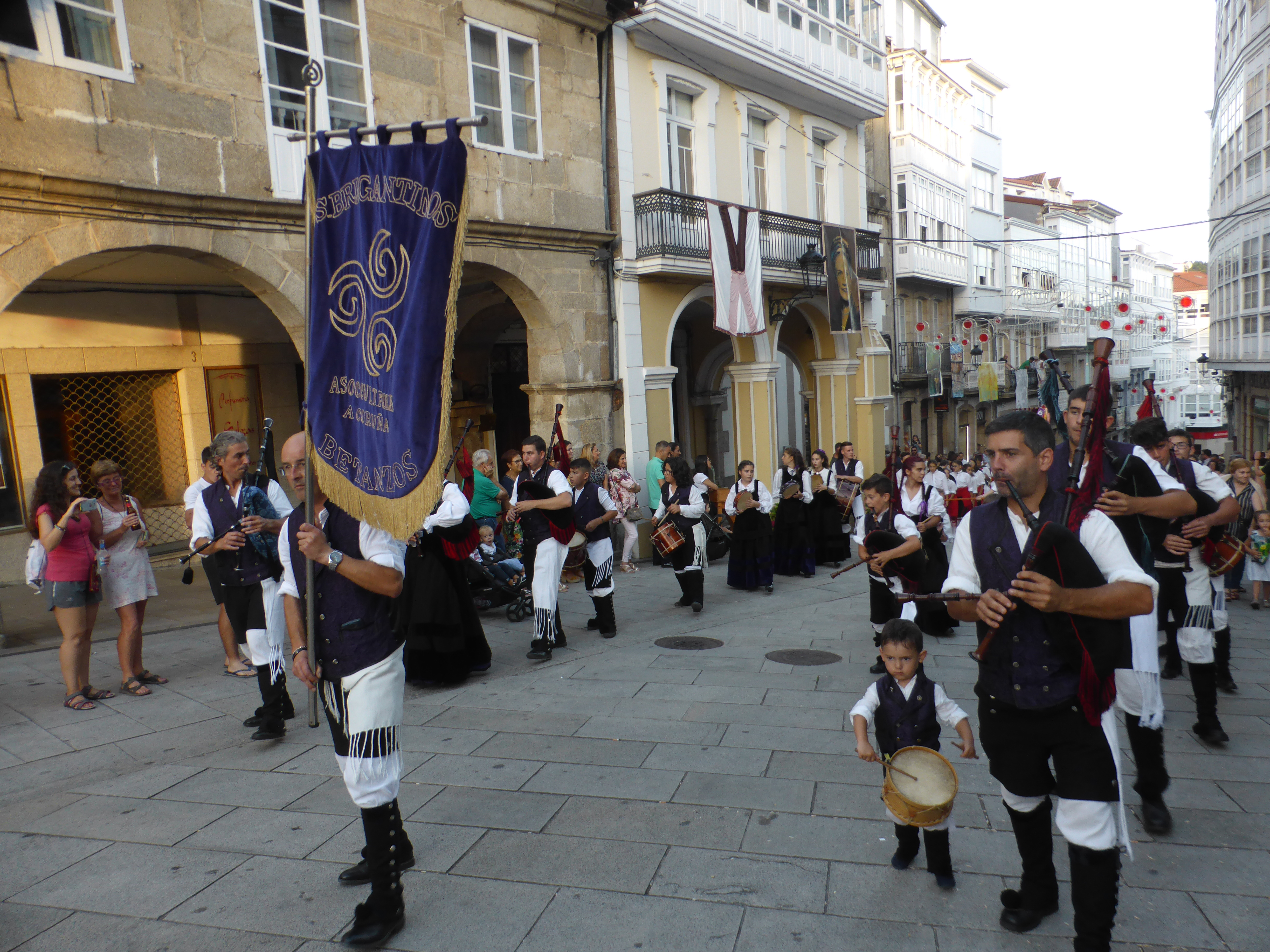
Os Brigantinos, en las fiestas de San Roque.
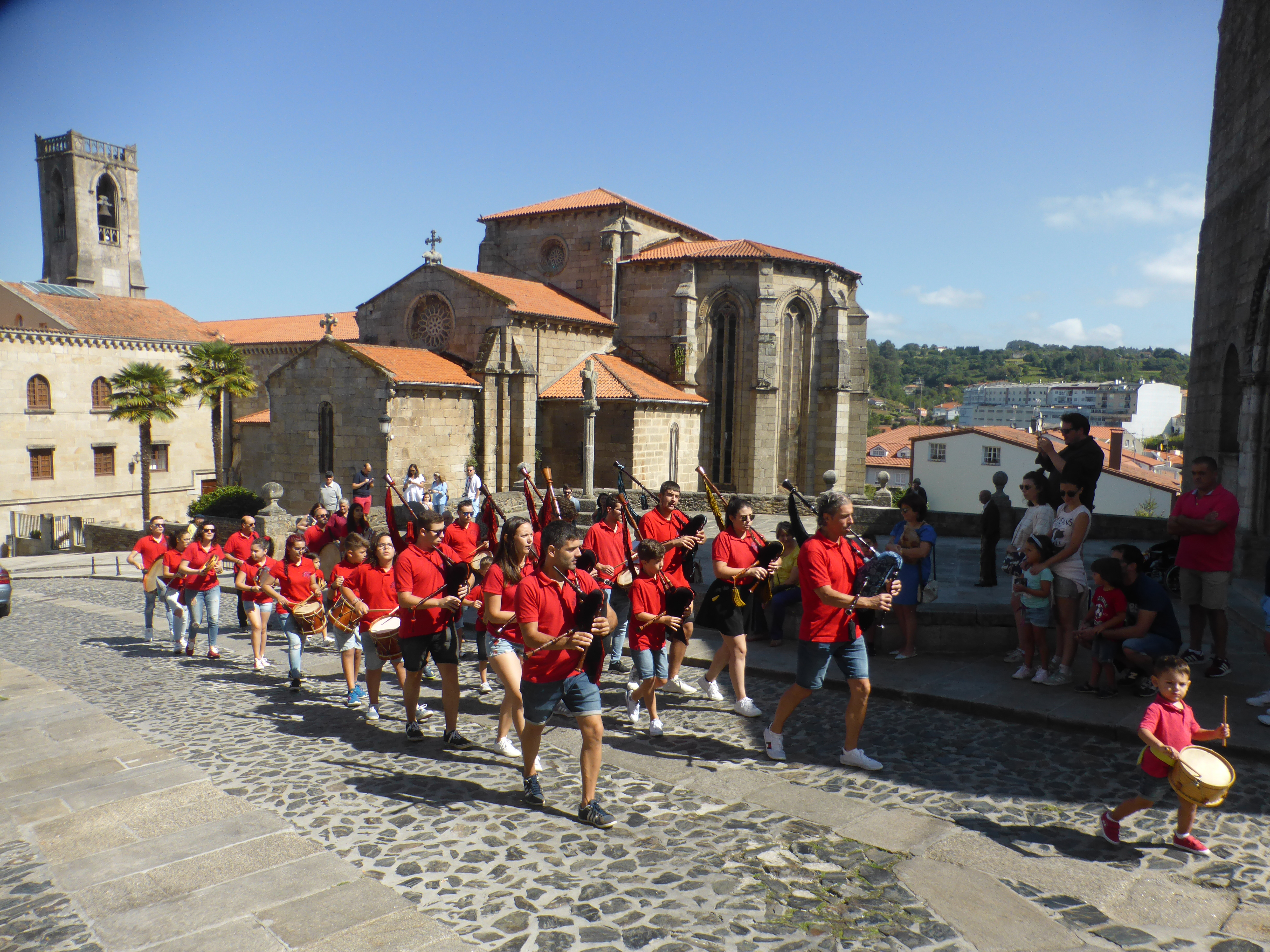
Grupo de gaitas. Al fondo la iglesia de San Francisco.
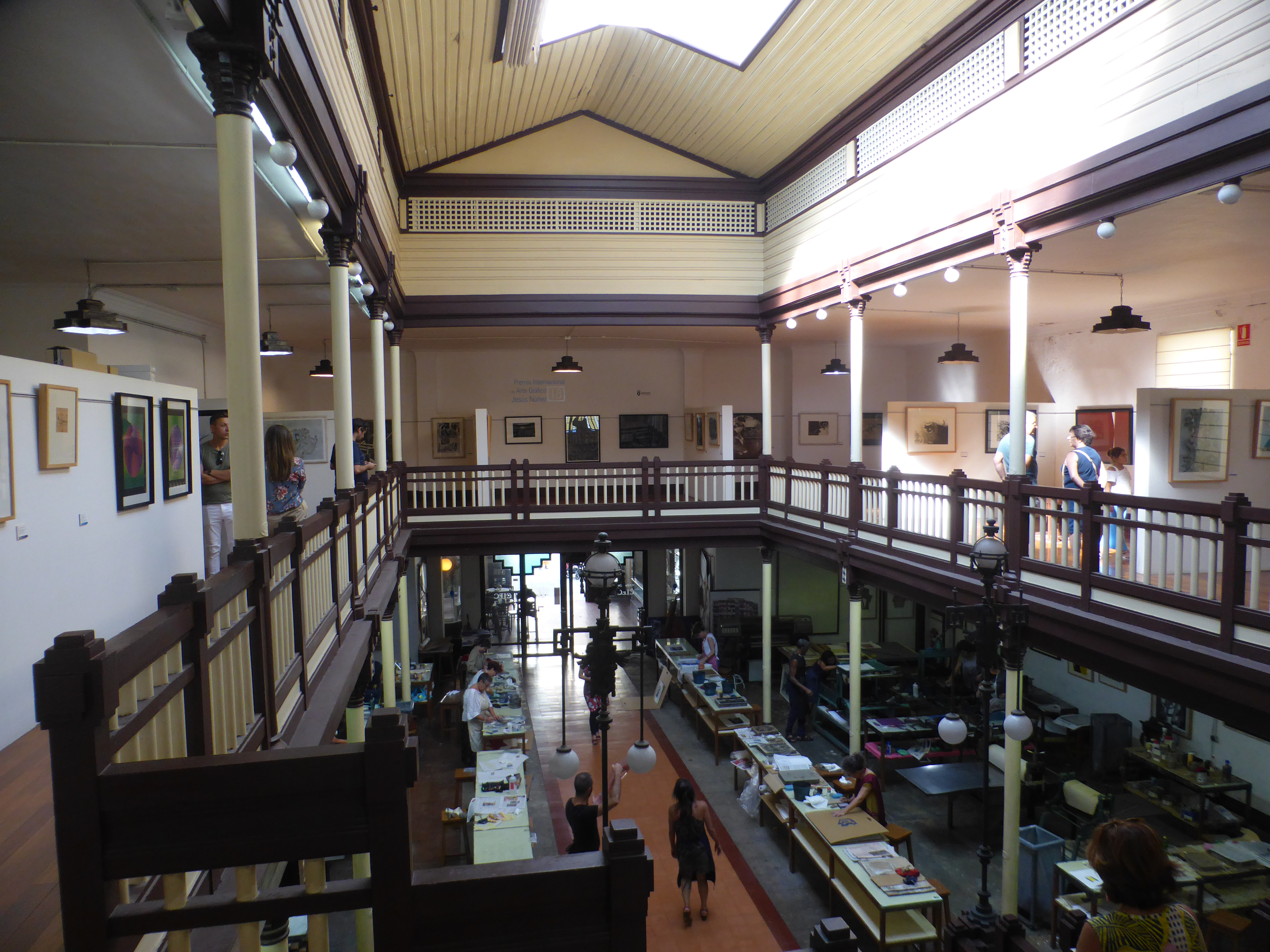
Taller de grabado y sala de exposiciones del CIEC.

## Hermanamientos
- Bullas (España)
- Collepasso (Italia)
- Pont-l'Abbé (Francia)